# Momento de un vector
Se llama momento en álgebra vectorial y física a una magnitud que establece una relación entre uno o varios vectores y un punto, una recta o un plano. Los momentos tienen mucha importancia en física, pues hay muchas situaciones en las que no solo importa el valor de un vector sino también su punto de aplicación y su orientación con respecto a otras magnitudes.

## Momento central
El momento respecto de un punto o momento central se define como:
{\displaystyle \mathbf {M} =\mathbf {r} \times \mathbf {a} }
donde M es el momento central (un vector), a es el vector del que se halla el momento y r es un vector que va del punto, llamado polo, al origen de a. El valor del momento central depende, por tanto, de la elección del polo.
Los momentos centrales tiene multitud de aplicaciones en física:
- El momento asociado a la cantidad de movimiento recibe el nombre de momento cinético;
- El momento asociado a una fuerza se conoce como momento dinámico o momento de una fuerza;
- El momento magnético también es central, y es directamente proporcional al momento cinético del sistema.

## Momento áxico
El momento respecto de una recta o momento áxico se define como la proyección sobre una recta, llamada eje, del momento respecto de un punto de ella:
{\displaystyle M=(\mathbf {r} \times \mathbf {a} )\cdot \mathbf {u} ,}
donde M es el momento áxico (un escalar) y u es el vector director unitario de la recta. Su valor depende del eje, pero se puede demostrar que es independiente del punto elegido en un eje determinado.
A menudo se aplica este mismo nombre al vector de proyección sobre la recta:
{\displaystyle \mathbf {M} =((\mathbf {r} \times \mathbf {a} )\cdot \mathbf {u} )\mathbf {u} =M\mathbf {u} ,}

## Otros momentos
En ocasiones también se aplica el nombre de momento a la media orientada de magnitudes escalares, como en el caso del momento dipolar eléctrico.